# 輪扁
輪扁（りんへん）は、『荘子』外篇の天道篇の最後に登場する「寓言」中の人物。輪扁とは、「車大工の扁」を意味し、「扁」が名である。

## 『荘子』の記述
輪扁は、斉の桓公（在位：前685年 - 前643年）が読書をしているところに居合わせ、問答をする。車輪づくりに長じていた輪扁は、実践と感性の重要性をわきまえ、言葉だけでは伝授できない技術があることを知っていた。このことを踏まえて、桓公に対して、「聖人之言」を読んでも昔の人の魂のかす（古人糟魄）しか得られない、自分も車輪を削る加減のコツは言葉では伝えられない、と述べたとされる。そこから、言葉や文字で伝えることの難しさ、あるいは、書き残された知識は得られたとしても、そこに尽くされていない肝心な神髄は理解することができないことを意味する比喩として言及される話となった。
『荘子』中のこの話は、著者が述べたいことを作中の人物の口から語らせて、読み手を納得させようとするものであり、故事を借りて道理を説くというものではない。つまりこの輪扁が語った話は、作者である荘子の言いたいことである。